# ليام كيف الريح
ليام كيف الريح مسلسل درامي تونسي يتكون من أربعة عشر حلقة، عُرض في شهر رمضان سنة 1992 على قناة تونس 7، وهو من تأليف الطاهر الفازع وإخراج صلاح الدين الصيد.

## القصة
تدور أحداث المسلسل حول خمسة أشقاء، إضافة إلى والدتهم العجوز طريحة الفراش (دادة)، حيث كل منهم لديه مشاكله الخاصة. نظرًا لهذا الوضع، يقوم الشقيق الأكبر صالح، والشقيقة الكبرى لطيفة، برعاية إخوتهم الأصغر سنًا، فاطمة وحسين، مع محاولة إبعادهم عن الصعوبات التي قد يواجهونها. إلا أن شقيقهم رشيد العائد من فرنسا يتميز بشخصيته القاسية وعناده، حيث أنه لا يبدي احترامًا حتى لوالدته المريضة.

## الشخصيات

### الشخصيات الرئيسية
- مصطفى العدواني: «صالح»
- فتحي الهداوي: «رشيد»
- حسيبة رشدي: «دادة»
- دليلة مفتاحي: «لطيفة»
- كوثر الباردي: «فاطمة»
- حاتم بالرابح: «حسين»
- جليلة برهان: «علياء»
- سنية المؤدب: «فاتن»
- عبد الحميد قياس: «رضا»
- حبيب الزرافي: «الهادي»
- صلاح مصدق: «مصطفى»
- عواطف الدريدي: «ياسمين»
- منية الورتاني: «كاميليا»
- عبد اللطيف خير الدين: «مبروك»

### الشخصيات الثانوية
- جميل الجودي: «سي الغول»
- منى نور الدين: «جليلة»
- هيلين كاتزارس: «يلدز»
- عبد المجيد لكحل: «توفيق»
- توفيق البحري: «نور الدين»
- آمال البكوش: «نادرة»
- الشاذلي الورغي: «عمار»
- سليم محفوظ: «بوجمعة»
- سهام مصدق: «ربح»
- الحبيب بن ذياب: «منصور»